# Флеминг, Уэйн
Уэ́йн Фле́минг (англ. Wayne Fleming; 6 июля 1950, Виннипег — 25 марта 2013, Калгари, Альберта) — канадский хоккеист и тренер.
Главный тренер Канады на чемпионатах мира 2001 и 2002 гг. В качестве ассистента тренера со сборной Канады выиграл чемпионат мира-2004 и Олимпийские игры-2002. Был ассистентом в сборной Канады на Олимпийских играх 1992 и 2006 г. и Кубке мира 2004 г.

## Биография
Карьера Уэйна Флеминга как игрока не удалась: играл в низших лигах за канадские команды Winnipeg Monarchs, Elmwood Millionaires и St. Boniface Mohawks. После этого Уэйн решил переключиться на тренерскую работу. Работал с 1979 по 1980 годы ассистентом главного тренера в команде «Университет Манитобы», а затем возглавил её. За 9 лет Флеминг дважды выигрывал чемпионат, в 1985 году был признал лучшим студенческим наставником. За время работы в «Университете Манитобы» Флеминг одержал 140 побед, потерпел 78 поражений и сыграл вничью 14 раз.
В 1990—1991 Уэйн работает ассистентом в сборной команде Канады. Канада во главе с Эриком Линдросом, Шоном Бурком и Джо Жюно завоевывает серебряные медали на Олимпиаде-92 в Альбервилле.
В 1992 году Флеминга приглашают на должность главного тренера в Лександ (Швеция). За 4 сезона в Швеции единственным успехом Флеминга была победа в регулярном чемпионате 1994 года.
С 1997 по 1999 годы Флеминг работает ассистентом в «Нью-Йорк Айлендерс». Но несмотря на звездный состав команды (в команде играли: Палффи, Райхел, Кенни Юнссон, Бертуцци, Маккейб, Берард) результата не было. После этого были «Финикс», который балансировал на грани попадания в плей-офф, «Филадельфия» и «Калгари».
Также Флеминг работал ассистентом и сборной Канады на чемпионате мира 2004 года, на Кубке Мира-2004 и Олимпиадах 2002 и 2006 гг. Руководил сборной Канады на чемпионатах мира 2001 и 2002 годов.
В сентябре 2008 года Флеминга приглашают на должность главного тренера в омский «Авангард». Однако команда опустилась в таблице с 3 места в середину таблицы и встал вопрос о попаданий команды в плей-офф. 31 января 2009 года по обоюдному согласию клуба и Уэйна решено было прекратить сотрудничество. В неудаче Флеминга в России можно найти несколько причин: языковой барьер, трагедия с Алексеем Черепановым и скандалы вокруг команды (дело Черепанова, дело Джона Грэма, дело Герсонского). В 2009 году Флеминга пригласили в качестве ассистента в «Эдмонтон».
Скончался после продолжительной болезни в родном Калгари.

## Тренер
- 1979—1980  Университет Манитобы — ассистент
- 1992—1996  Лександ — главный тренер
- 1996—1997  Ландсхут — главный тренер
- 1997—1999  Айлендерс — ассистент
- 1999—2001  Финикс — ассистент
- 2002—2006  Филадельфия — ассистент
- 2006—2008  Калгари — ассистент
- 2008—2009  Авангард — главный тренер
- 2009—2013  Эдмонтон — ассистент